# Flavien-Louis Peslin
Flavien-Louis Peslin est un peintre français né le 1er janvier 1847 à Brest (Finistère) et mort le 9 mars 1905 à Vannes (Morbihan).

## Biographie
Après avoir suivi les cours de l'École des beaux-arts de Rennes, Flavien-Louis Peslin devient élève d'Alexandre Cabanel et de Léon Germain Pelouse. Après la mort de son père en 1870, il s'installe à Vannes, ville dont sa mère était originaire et il vient fréquemment à Pont-Aven, séjournant notamment à l'hôtel Julia en 1894. Il peint essentiellement des thèmes bretons inspirés par la région de Pont-Aven, par exemple La Fileuse de laine bretonne dans une cuisine (localisation inconnue), qu'il présente notamment au Salon de 1870.

## Œuvres
Plusieurs de ses tableaux sont conservés au musée des Beaux-Arts La Cohue à Vannes, dont La Petite malade.

Œuvres de Flavien-Louis Peslin
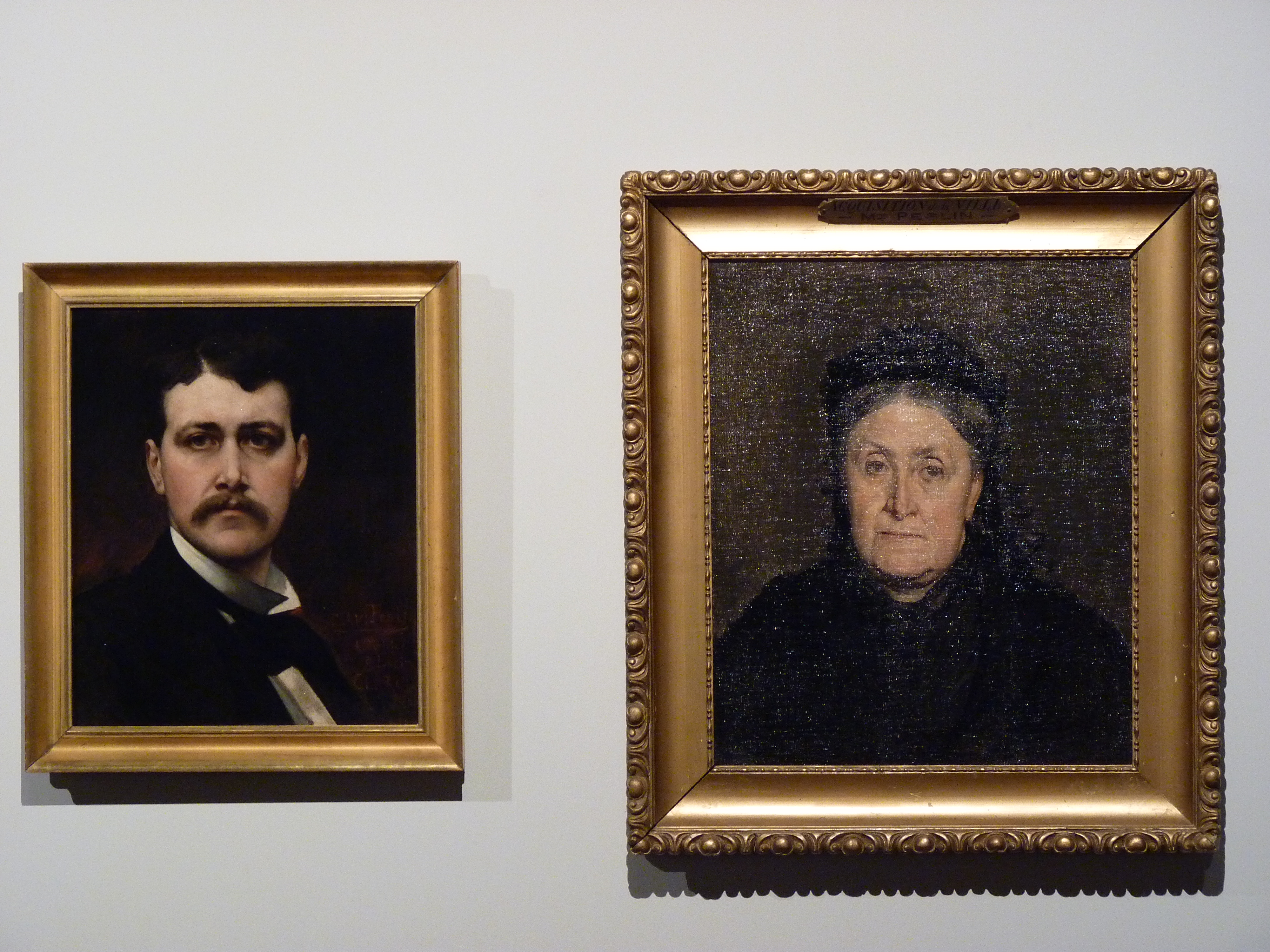
Autoportrait et Portrait de la mère de l'artiste, musée des Beaux-Arts La Cohue de Vannes.
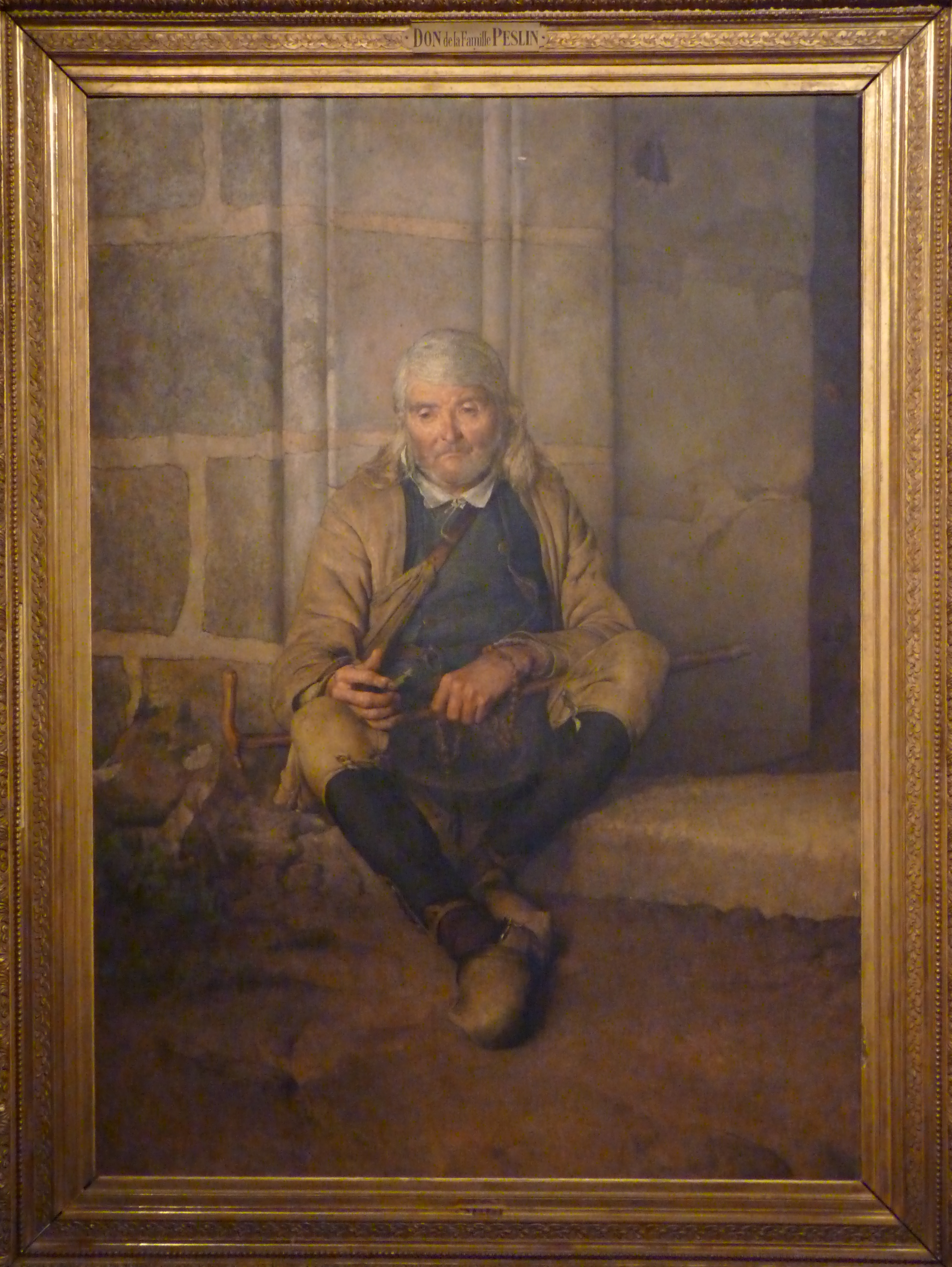
Le Vieux mendiant breton, musée des Beaux-Arts La Cohue de Vannes.
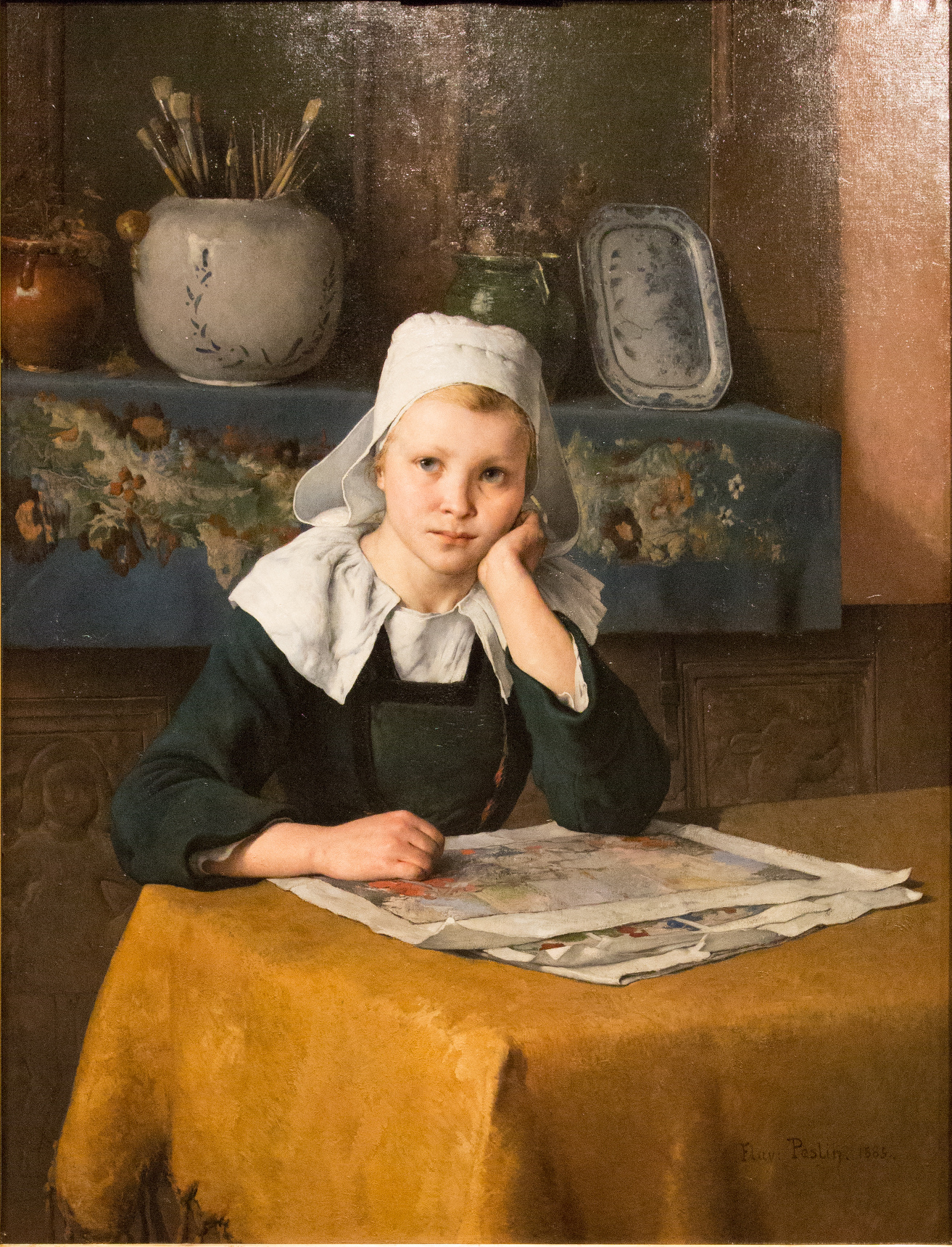
Portrait d'une jeune Bretonne (1885), musée des Beaux-Arts La Cohue de Vannes.